# Tloušťovkovití
Tloušťovkovití (Kyphosidae) jsou čeleď paprskoploutvých ryb.

## Systematika
Za popisnou autoritu tloušťovkovitých je pokládán americký zoolog David Starr Jordan (1887). Na základě tradiční systematiky spadala tato čeleď do sběrného řádu ostnoploutvých (Perciformes), podle revidovaných systémů založených na molekulární fylogenetice patří tloušťovkovití do řádu Centrarchiformes.
Vymezení této čeledi je poměrně problematické. V nejužším smyslu zahrnuje pouze následující rody (respektuje Eschmeyer's Catalog of Fishes aktuální k červnu 2025):
- Kyphosus Lacepède 1801 (= Cridorsa Whitley, 1938; Dorsuarius Lacepède, 1803; Hermosilla Jenkins & Evermann, 1889; Leptokyphosus Whitley, 1931; Opisthistius Gill, 1862; Pimelepterus Lacepède, 1802; Sectator Jordan & Fesler, 1893; Segutilum Whitley, 1931; Xyster Lacepède, 1803)
- Neoscorpis Smith 1931 (v 5. vydání monografie Fishes of the World řazen do níže zmíněné podčeledi Scorpidinae)[4]

V širším smyslu zahrnují tloušťovkovití (v různých kombinacích) do samostatných čeledí osamostatňované podčeledi Microcanthinae, Scorpidinae a Girellinae. Tento systém nemusí plnit požadavek na monofyletismus.